# DC 애니메이티드 유니버스
DC 애니메이티드 유니버스(영어: DC animated universe, DCAU)는 워너브라더스 애니메이션이 제작한 DC 코믹스의 만화와 등장인물을 원작으로 하는 텔레비전 애니메이션이 공유하는 가상의 세계이다. 애니메이션 프로듀서가 브루스 팀이어서 팀버스(Timmverse)라고 불리기도 한다. 또는 작가인 폴 디니의 이름을 따서 디니버스(Diniverse)라고 불리기도 하였다.

## 같이 보기
- 애로우버스
- DC 확장 유니버스
- DC 유니버스 (프랜차이즈)